# 高山右近
高山 右近（たかやま うこん）は、戦国時代から江戸時代初期にかけての武将、大名。代表的なキリシタン大名として知られる。2017年にカトリック教会の福者に列された。諱は友祥や長房、重友とされるが、いずれも確証はない（後述）。

## 生涯

### 生い立ち
高山飛騨守の子として生まれた。右近の生年は日本側の史料に所見がなく、外国側史料でも一致しないが、天文21年（1552年）から天文22年（1553年）ごろと推定される。幼名は彦五郎。
高山氏は摂津国三島郡高山庄（現在の大阪府豊能郡豊能町高山）出身の国人領主である。出自は秩父氏の一派の高山党の庶流とも甲賀五十三家の一つともいわれる。父・飛騨守は松永久秀の旗下で、大和国宇陀郡の沢城を預かっていた。
永禄6年（1563年）7月、父が洗礼を受けた後、右近をはじめとする家族や家臣など約150人も一斉に受洗した。右近は、公正という意味のジュスト（Justo）という霊名を授けられた。
永禄7年（1564年）の三好長慶没後、三好氏は内紛などから急速に衰退し、高山氏の本来の所領がある摂津国においても豪族の池田氏・伊丹氏などが独自の力を強めつつあった。
永禄11年（1568年）、足利義昭が織田信長に奉じられて上京し、室町幕府15代将軍に任じられる。義昭は和田惟政を摂津国守護に任命し、惟政は高山氏に芥川城を預けた。
元亀2年（1571年）8月、和田惟政が池田氏の被官・荒木村重と中川清秀の軍に敗れて討死する（白井河原の戦い）。村重は信長に接近して「摂津国の切り取り勝手（全域の領有権確保）」の承諾を得ると、三好氏に再び接近した伊丹氏を滅ぼす。こうして摂津国は石山本願寺が領有する石山周辺（現在の大阪市域）を除き、村重の領有となった。
和田惟政の死後、高槻城はその子・惟長が城主となったが、まだ17歳だったため、叔父の和田惟増が彼を補佐していた。しかし惟長は何を思ったのか、この叔父を殺害してしまう。これにより高山家が主だった相談役となったが、これを良く思わない和田家臣たちが、惟長に高山親子の暗殺を進言した。高山家には「惟長は好機があり次第、高山親子を殺すことに決めた」という知らせが届いた。飛騨守はこの事を村重に相談、村重は「もしそうであるなら殺される前に殺すべきだ。自分は兵をもって援助する」と言い、惟長の所領から2万石を与えるという書状を与えた。
元亀4年（1573年）3月、惟長は反高山派の家臣と共に、高山父子を話し合いと偽って呼び出した。高山父子は仲間から呼び出しが罠だと聞かされたが、14～15名の家臣を連れて高槻城へ赴き、待ち構えていた惟長らと斬り合いになった。夜だった上に乱闘で部屋のロウソクが消えてしまい、真っ暗になったが、右近は火が消える前に惟長が床の間の上にいるのを見ており、火が消えるとすぐさま床の間に突っ込んで、腕に傷を受けつつも惟長に二太刀の致命傷を負わせた。だが、騒ぎを聞いて駆けつけた高山の家臣達が加勢すると、そのうちの1人が誤って右近に斬りつけ、右近は首を半分ほども切断するという大怪我を負ってしまう。およそ助かりそうにない傷だったが、右近は奇跡的に回復し、一層キリスト教へ傾倒するようになった。
この後、高山氏は荒木村重に属し、高槻城4万石を領した。高山父子は同城の修築工事を行い、石垣や塗り壁など当時畿内で流行しつつあった様式を取り入れた。
父・飛騨守は、高槻において、もと神社があった地に、天主堂と宣教師が宿泊できる司祭館を建てた。飛騨守は50歳を過ぎると高槻城主の地位を右近に譲り、自らはキリシタンとしての生き方を実践するようになった。
右近は、安土に邸宅を与えられ、安土セミナリヨの建設時には家臣ら1500人を派遣した。領内において、入信をすすめたため、天正9年（1581年）には、領民2万5000人のうち、1万8000人がキリシタンとなった。領内には天主堂が20カ所以上あった。
右近は、強引な仏教弾圧をしたわけではなく、仏教寺院も保護している（『本山寺文書』『安岡寺文書』）。しかし、領民が改宗することを右近が喜ぶため、その歓心を買おうとして改宗し、結果として仏教寺院は信徒を失って廃絶した。右近は、これらの廃寺の解体材を天主堂の建築に利用しており、仏教側の憎悪の的となった。領内の複数の寺社に「右近の兵火にあった」という焼き討ちの伝承がある。これらはキリスト教が禁止された江戸時代につくられたものであり、史実は不明である。

### 荒木村重の反乱

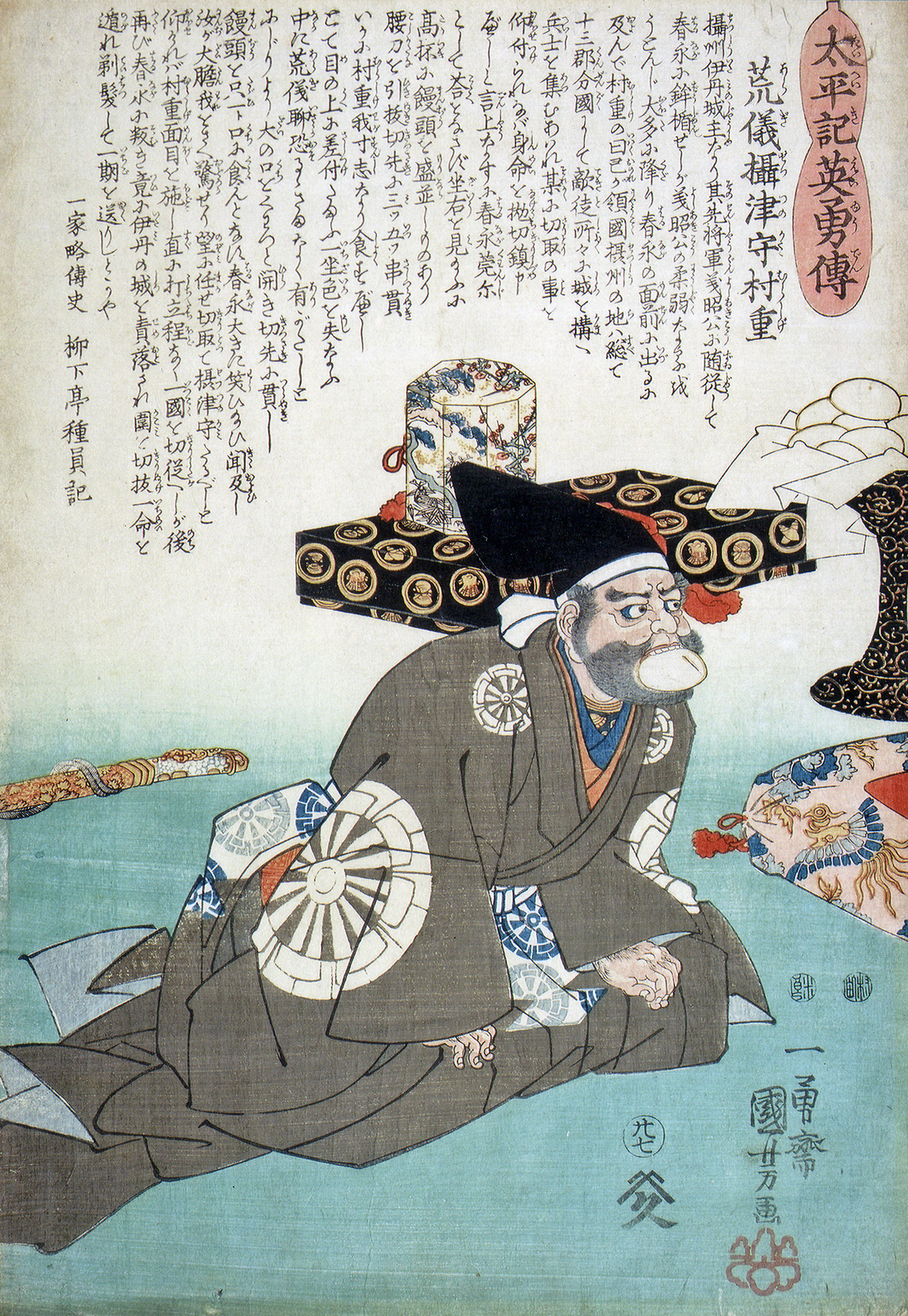
荒木村重錦絵図

天正6年（1578年）10月、荒木村重が信長に反旗を翻した。村重の謀反を知った右近はこれを翻意させようと考え、妹や息子を有岡城に人質に出して誠意を示しながら謀反を阻止しようとしたが失敗した。右近は村重と信長の間にあって悩み、尊敬していたイエズス会員・オルガンティノ神父に助言を求めた。神父は「信長に降るのが正義であるが、よく祈って決断せよ。」とアドバイスした。
高槻城は要衝の地であったため、信長は右近を味方につけるべく畿内の宣教師達を説得に向かわせた。右近は織田方につく意思はあったものの、村重の下にある人質達の処刑を恐れ、判断しかねていた。
城内は徹底抗戦を訴える父・飛騨守らと開城を求める勢力に分かれた。懊悩した右近だが、信長に領地を返上することにより、織田勢との戦いを回避し、尚且つ村重に対しての出兵も回避し人質処刑の口実も与えないという打開策に思い至る。右近は紙衣一枚で城を出て、信長の前に出頭した。村重は城に残された右近の家族や家臣、人質を殺すことはしなかったが、結果的に右近の離脱は荒木勢の敗北の大きな要因となった。
右近は摂津に出陣してきた信長に謁見し、その際、愛用の小袖と名馬を拝領した。信長は、右近はそのまま有岡城攻略に配され、同年12月並びに翌年の天正7年（1579年）4月に信長が各所の付城に入れた諸将の中に右近の名が確認できる（『信長公記』）。引き続き高槻城主としての地位を安堵された。また、摂津国芥川一郡（島上郡?）をあてがわれた。
天正8年（1580年）閏3月、信長が安土城城下に新たに建築した邸宅を諸将に与え、右近にも授与された。翌、天正9年（1581年）2月の京都御馬揃えには一番隊で摂津衆として参列。同年8月、右近は信長の使者を拝命し、鳥取城を攻めていた羽柴秀吉の元へ参陣。信長秘蔵の名馬3頭を秀吉に授与し、鳥取の情勢を詳細に信長へ報告する任を成した。
天正10年（1582年）3月、甲州征伐において信長が諏訪に布陣した際は、右近も西国諸将の一人として、これに帯同した（『信長公記』）。

### 本能寺の変以後の動向
天正10年（1582年）6月2日、本能寺の変が起きた当時、右近は堺にいたといわれる。明智光秀は右近と清秀の協力を期待していたようだが、右近は高槻に戻ると羽柴秀吉の幕下にかけつけた。同年6月13日の山崎の戦いでは清秀とともに先鋒を務めた。戦功により、6月27日付で、高槻領の他に摂津国能勢郡内で3000石、近江国（佐久間分の内）1000石、合計4000石を得た（『塚本文書』）。また、安土セミナリヨに代わるものを高槻に建設し、イルマン・ビセンテら高名な学者が招かれた。
右近の加増について、フロイスの書簡には、「ジュスト（高山右近）には、本領高山に隣接せるノシノコレ（能勢郡）の収入を与へたるが、一年二万スクード余を収納すべし」と記されている（『日本耶蘇会年報』訳文）。
賤ヶ岳の戦いでは岩崎山を守るものの、柴田勝家の甥・佐久間盛政の攻撃にあって清秀は討死し、右近は攻撃を受ける前に砦を捨てて木之本に逃げたとされるが（『賤ヶ岳合戦記』）、これは誤りである。『甫庵太閤記』のように善戦したとされるのが事実に近い。この戦闘での撤退は、人事を尽くしての結果であるから、主筋の秀吉が認めるように、やはり評価されよう。
なお、天正11年（1583年）5月、勝家への内通を疑われ、秀吉に高槻城を攻められたと『多聞院日記』が伝えているが、『大阪府史』はこれを誤伝だろうとしている。その後、小牧・長久手の戦いや四国征伐などにも参戦した。
天正13年（1585年）閏8月、右近は高槻から播磨国明石6万石（一説に12万石）に転封となり、船上城に入った。このとき秀吉は、大船二艘を右近に与え、好意を示した。
天正14年（1586年）3月、日本準管区長・ガスパール・コエリョが秀吉に謁見するため長崎から大坂に行く途中、明石に立ち寄り右近を訪問した。右近は、小西隆佐やシマン安威治教らとともに、コエリョが秀吉に謁見できるよう斡旋した。同年4月15日、コエリョ一行が秀吉に謁見する際、右近が案内を務めた。天正15年（1587年）3月、秀吉が九州征伐のため自ら出征すると、右近は前衛として従軍した。

### 追放〜前田家の客将となる
天正15年（1587年）6月、バテレン追放令が出され、右近も追放された。追放後は、小西行長に庇護されて、行長が肥後に移封されるまで小豆島に住んだ。
天正16年（1588年）に前田利家に預けられて加賀国金沢に赴いたものの、囚人のような扱いを受けていたとされる。ところが天正18年（1590年）になると、利家から、父・高山図書の分を含めて2万6000石の扶持を受けて暮らしていることが確認される。この待遇の変化は秀吉の意思によるものと考えられ、秀吉は右近を豊臣政権に復帰させようとしたが、右近の棄教を拒否する意思の前に秀吉も断念し、前田家の管理下に置くことで、相応の待遇を容認したのではないかと指摘されている。また右近とその家臣達の活動により、前田家中にもキリスト教に改宗する者が多く見られるようになった。
天正18年（1590年）の小田原征伐にも建前上は追放処分の身のままでありながら前田軍に属して従軍し、小田原攻めの中で八王子城の戦いにも参加している。慶長4年（1599年）12月からは、徳川との戦いが想定される中、金沢城下で内惣構と呼ばれる堀の掘削を指揮し、27日で3キロを完成させた。小田原攻めの際に学んだ小田原城の外堀に倣ったものと言われている。金沢城修築の際には、右近の先進的な畿内の築城法の知識が役に立ったともいわれる。また、利家の嫡男・前田利長にも引き続き庇護を受け、政治・軍事など諸事に渡って相談役になったと思われる。慶長14年（1609年）に越中国射水郡関野（現富山県高岡市）に築かれた新城（高岡城）は右近によって設計されたともいう。
前田利家は七尾西山台地に寺院を集めて、その中心に本行寺を配したが、密かにキリスト教の信仰とヨーロッパとの交易の拠点にしようとしていたともいわれ、慶長4年（1599年）には右近のための修道所が本行寺境内に建てられた。

### 国外追放と死
慶長19年（1614年）、加賀で暮らしていた右近は、徳川家康によるキリシタン国外追放令を受けて、人々の引きとめる中、加賀を退去した。長崎から家族と共に追放された内藤如安らと共にマニラに送られる船に乗り、マニラに12月に到着した。イエズス会報告や宣教師の報告で有名となっていた右近はマニラでスペインの総督・フアン・デ・シルバらから歓迎を受けた。しかし、船旅の疲れや慣れない気候のため老齢の右近はすぐに病を得て、翌年の1月6日（1615年2月3日）に息を引き取った。享年63。マニラ到着からわずか40日のことだった。
葬儀は総督の指示によってマニラ全市をあげてイントラムロスの中にあった聖アンナ教会にて、10日間という長期間にわたり盛大に行われた。右近の亡骸は、イエズス会コレジオのサンタ・アンナ聖堂の近くに埋葬された。1634年には、右近の遺骨はサン・ホセにあったコレジオの聖堂に移され、石棺の上には右近の画像が掲げられた。1767年、マニラのイエズス会が閉鎖され、土地と建物はマニラ大司教区の所有となる。その後、右近の遺骨と画像は行方不明となった。右近の遺骨を探す活動は今も続けられ、その一部は高山右近記念公園（石川県羽咋郡志賀町末吉 ハ３）にあるとされる。
右近の死後翌年に家族は日本への帰国を許されたとの記録がスペインのトレド文書館に保管されており、現在、石川県羽咋郡志賀町代田、福井県福井市、大分県大分市に直系の3つの「高山家」がある。

## 死後の顕彰

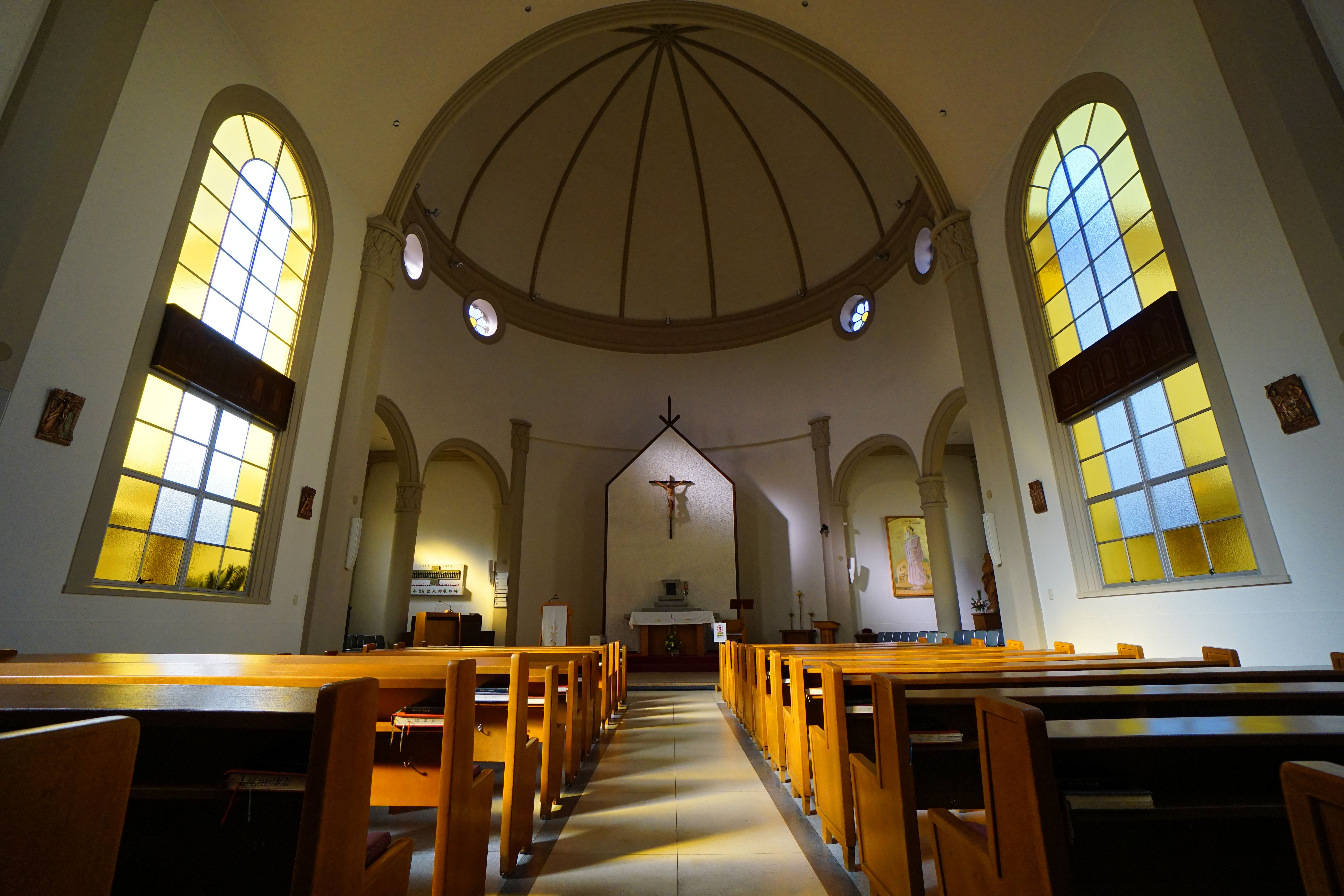
カトリック高槻教会 高山右近記念聖堂

1962年、高槻天主教会堂跡の近くに、高山右近臨終の地であるフィリピン・マニラ郊外アンティポロにある聖母大聖堂を模して建てられたカトリック高槻教会の新聖堂は、高山右近記念聖堂と命名された。

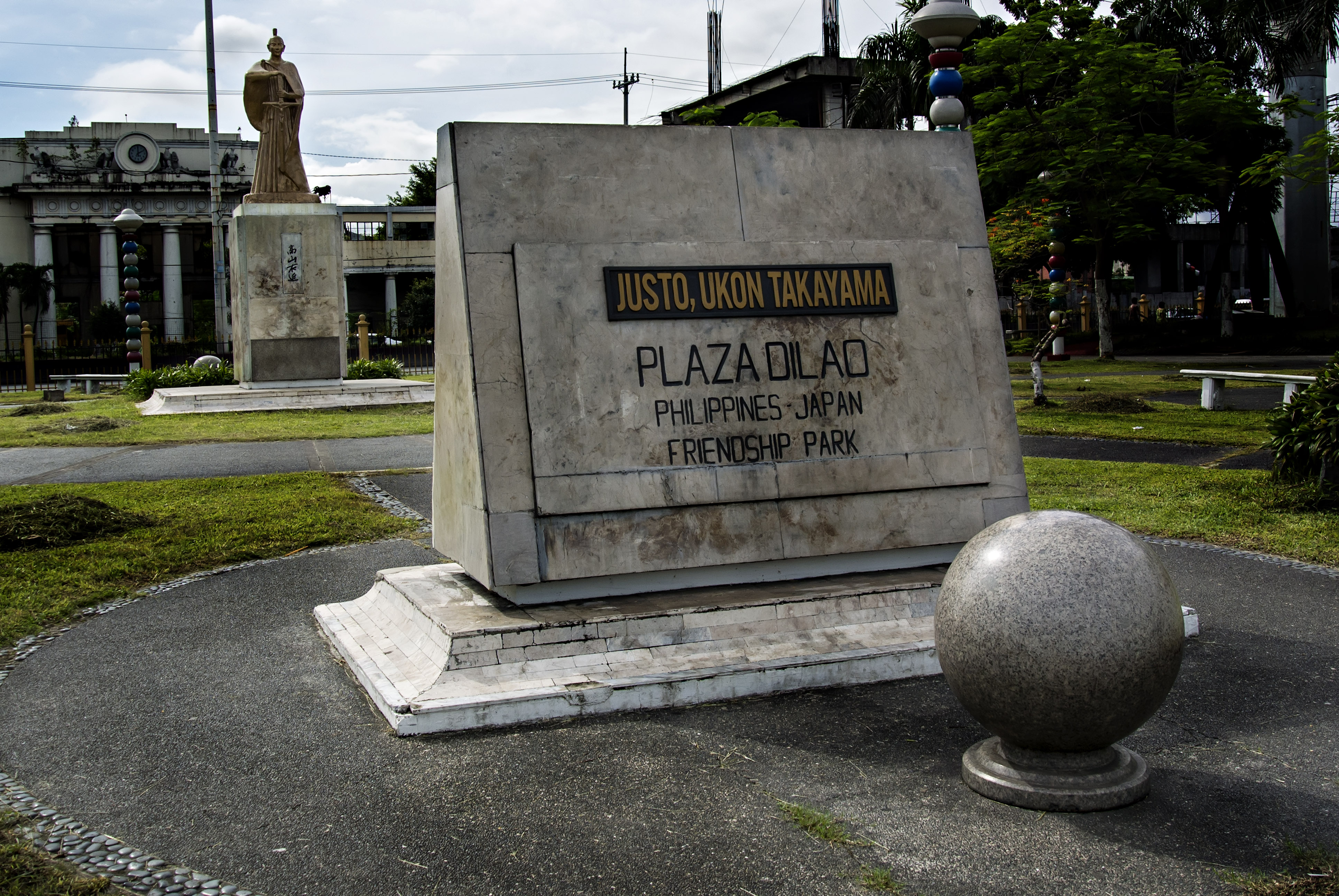
Plaza Dilaoにある高山右近の像 (Manila)。像後方は旧パコ駅舎。

1977年11月、フィリピン国鉄南方本線パコ駅前にマニラ市、高槻市、財団法人東南アジア文化友好協会等の協力によりプラザデラオ比日友好公園が開園。公園内に高山右近像と右近来比の経緯や公園の由来が刻まれた銘板を取り付けた碑2基が建立された。1979年（昭和54年）1月25日、高槻市とマニラ市は姉妹都市となった。
公園は、その後フィリピンの政情不安等の事情により荒廃したが、アロヨ政権期に再び整備され、像や碑も維持されている。

### 列福
高山右近没後400年にあたる平成27年（2015年）、日本のカトリック中央協議会は「高山右近は、地位を捨てて信仰を貫いた殉教者である」として、福者に認定するようローマ教皇庁に申請した。
同年6月18日、教皇庁の神学調査委員会が最終手続きに入ることを了承し、翌2016年（平成28年）1月22日に教皇フランシスコが認可した。
同年6月23日、カトリック中央協議会は、教皇庁国務省が高山右近の列福式を平成29年（2017年）2月7日に大阪市で執り行うと発表した。
平成29年（2017年）2月7日に大阪府大阪市の大阪城ホールで列福式が執り行われた。列福式には、教皇代理として教皇庁列聖省長官のアンジェロ・アマート枢機卿が来日して司式した。
2023年12月、前田万葉枢機卿は福者ユスト高山右近の取り次ぎに関連した奇跡の調査がバチカンで進行中であると明かした。

### 本行寺
先述の石川県七尾市小島町の法華宗本行寺は高山右近が身を寄せたと伝わる寺院として知られる。境内に高山右近像が建立され、右近古道や右近修道場跡が残る。隠れキリシタンの資料コーナーが茶室「きく亭」内にあったが、2024年（令和6年）1月の能登半島地震で全壊し、同年9月までに被災による改修を終えた本堂に応急的に移設された。

## 呼称について

### 通称など
長じて通称を右近といった。史料からは右近允、右近助、右近亮と名乗りを改めていることが分かる。後に大蔵少輔と称した。茶人としての号は南坊（みなみのぼう）。署名には等伯の号を使用した。

### 諱
諱は初め友祥（ともなが）、後に重友や長房を名乗ったとされる。しかし、友祥の典拠は18世紀半ばに成立した『故事雑記』であるため信憑性に乏しく、長房も一次史料による裏付けはない。重友については文書の裏付けがあるという説もあるが、重出の誤読であるとも考えられ、中西裕樹は右近の確実な諱は不明と述べる。
『寛政重修諸家譜』には、高山右近友祥、高山右近将監長房といった記述がある。

### 洗礼名
洗礼名は「義人」を意味するジュスト（ラテン語読みでユストとも）。外国側の文献にも「ジュスト・ウコン殿（Justo Ucondono）」とある。右近はジュストに重出、寿須、寿子、寿の字を当てて、署名に用いている。

## 茶人
右近は千利休の高弟として、利休七哲の一人に数えられる。ロドリゲスは、右近について「この芸道で、日本における第一人者である」と伝えている。
右近が茶をたしなむようになった時期は不明だが、天正5年（1577年）には『津田宗及茶湯日記』にその名が記される。天正11年（1583年）、右近は津田宗及や観世宗拶を茶会に招き、天正12年（1584年）には羽柴秀吉の茶会に参加している。天正15年（1587年）12月および天正16年（1588年）1月、千利休の茶会に参加した（『利休居士百会記』）。文禄元年（1592年）11月と文禄2年（1593年）7月には、名護屋陣中で自茶会を催した（『宗湛日記』）。

## 系譜
兄弟
- 高山右近（長房、重友）
- 高山太郎右衛門[67]
- 男子 - 元亀2年（1571年）に戦死[68]。

姉妹
- 女子3人[69][4]

妻
- 正室：ジュスタ - 摂津国余野城主・「クロン殿」（黒田氏）の娘[70][4]。

息子
- 嫡男：ジョアン[71] - 諱は長房。通称は十次郎、左近。[要出典]
- 次男?：高山亮之進（助之進） - 大分県の高山家の祖[72]。
- 男子：高山忠右衛門 - 妻は永原重信の三女[73]。

娘
- ルチア - 横山康玄と婚姻、後に離縁[74]。父とともにマニラに行き、その死後帰国した[74]。

孫
- フランシスコ - ジョアンの子[75]。諱は長房[要出典]。
- 高山八左衛門 - 忠右衛門の子[73]。

### 子孫
- 石川県高山家
  - 長房（フランシスコ）-有道-得重…右中-節庵-豊機-久太郎-豊次-孝[要出典]
- 福井県高山家
  - 忠右衛門?-八左衛門…五三郎-辰五郎-正行[要出典]
- 大分県高山家
  - 亮之進…淡水…英明（元大分市長）[72]

## 逸話
- 羽目を外さない非常に真面目な人物だったらしく、秀吉を始めとする諸将がそのことを褒め称えた証言や数々のエピソードが残されている。織田有楽の『喫茶余禄』による右近の茶道の評価は「作りも思い入れも良いが、どこか“清（きよし）の病い”がある」というものだった。
- ルイス・フロイスの『日本史』によると、高槻城下である村人が亡くなった時、当時は賎民の仕事であった棺桶を担ぐ仕事を率先して引き受け、領民を感動させたという。
- 小田原の陣で右近が用意した牛肉を蒲生氏郷と細川忠興の3人で一緒に食べたという話がある[76]（『綿考輯録』『細川家御家譜』）。
- バテレン追放令を出した秀吉は右近の才能と功績を惜しみ、茶道の師匠である千利休を遣わせて棄教を促したが、右近は「宗門は師君の命を重んずる、師君の命というとも改めぬ事こそ武士の本意ではないか」と答えた。利休はその志に感じて異見を述べなかった（『混見摘写』）[77]。
- 成合の春日神社では、5月の例大祭の際に御輿の担ぎ手が靴に巻く黄色い紐を「右近のキレ」という[17][注 6]。元は、草鞋が脱げないよう固定するもので、右近にあやかっている[17]。
- スペイン・マンレサ岩窟内聖堂の壁画に、右近の肖像が描かれたものがある[78]。

## 右近の感化により受洗した人物
- 右近の感化により、牧村政治、蒲生氏郷、黒田孝高、細川ガラシャ、中川秀政らが受洗した[27]。
- 細川忠興・前田利家は洗礼を受けなかったが、右近に影響を受けてキリシタンに対して好意的であった。

## 関連作品

### 書籍
- 吉川英治『高山右近』 上巻、読売新聞社、1949年6月25日。NDLJP:1705093。(要登録)
- 吉川英治『高山右近』 下巻、読売新聞社、1949年9月1日。NDLJP:1708408。(要登録)
  - 吉川英治『吉川英治全集』 第31巻《高山右近 上杉謙信》、講談社、1969年11月20日。NDLJP:1674617。(要登録)
  - 吉川英治『吉川英治全集』 第30巻《高山右近 上杉謙信》、講談社、1982年5月21日。ISBN 4-06-146330-6。NDLJP:12571273。(要登録)
- 加賀乙彦 『高山右近』 講談社のち講談社文庫
- 長部日出雄 『まだ見ぬ故郷 高山右近の生涯』上下、毎日新聞社のち新潮文庫
- 関根和美 『私の高山右近』 高山活版社
- 鷲山千恵 『高山右近 あるキリシタン大名の生涯』 同朋舎
- 青山むぎ『キリシタン大名 高山右近』いのちのことば社

### テレビドラマ
- 『黄金の日日』（1978年、NHK大河ドラマ、演：鹿賀丈史)
- 『軍師官兵衛』（2014年、NHK大河ドラマ、演：生田斗真)